# 滕王阁序

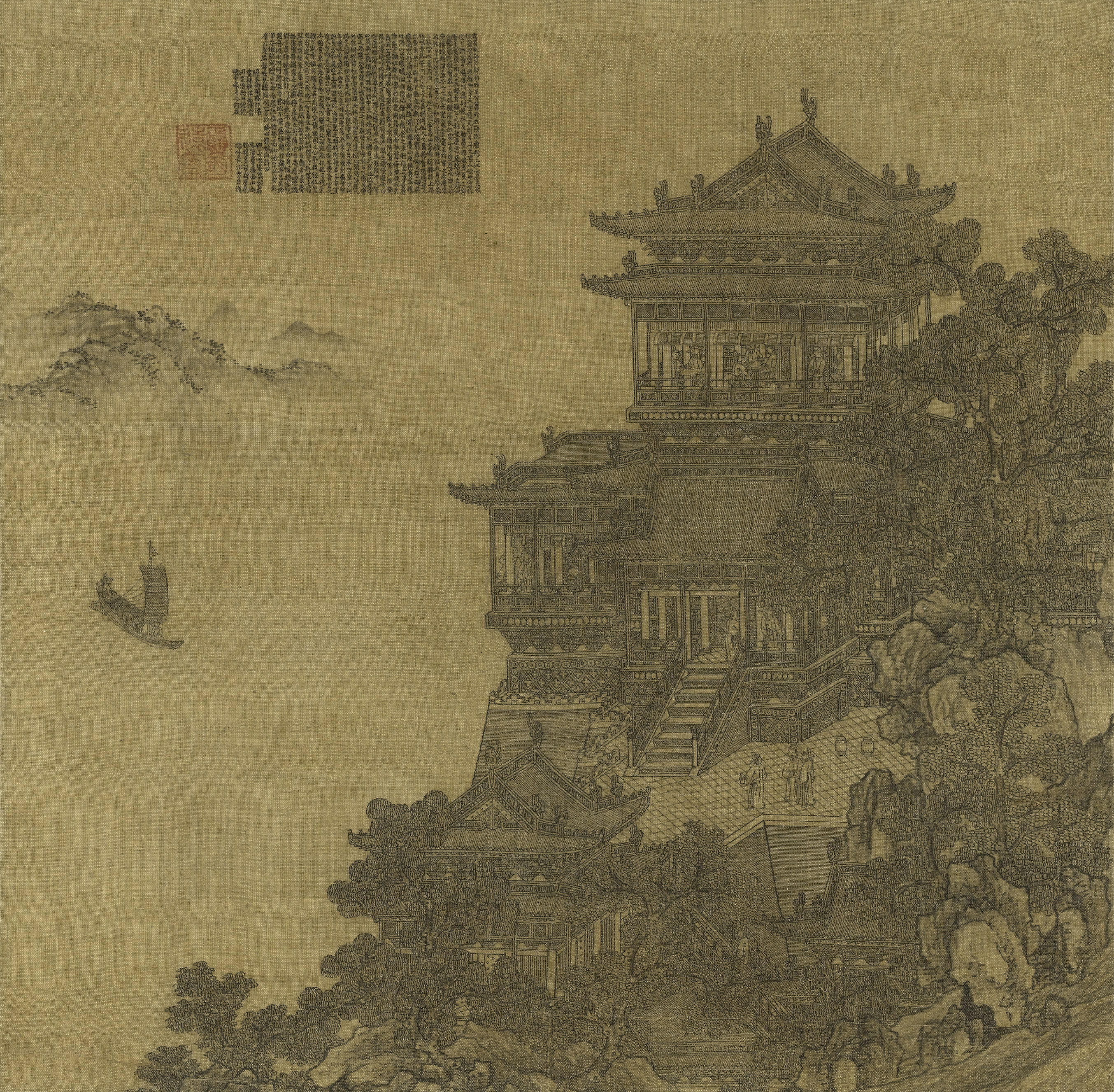
元 夏永绘《滕王阁图》

《滕王閣序》，原题作《滕王阁诗序》，全名《秋日登洪府滕王阁饯别序》，初唐四傑之一王勃作品，作於唐高宗上元二年九月九日（675年10月3日），是古今傳誦的駢文名篇。全篇773字，產生了40個成語，涉及37個典故。

## 创作背景
上元二年（675年）九月九日重陽節王勃探親路過南昌，正值洪州都督（洪州牧）阎伯屿重修滕王閣畢，於閣上大宴賓客，餞別新任新州刺史宇文氏一行。閻已命其女婿吴子章备好序文以为夸耀，席上假意邀請在座賓客為滕王閣寫作序文，众宾客推辞，岂不料王勃竟提筆大作。
有關《滕王閣序》的由來，唐末王定保的《唐摭言》的記載如下：王勃作《滕王閣序》時年僅十四（實為二十五），閻公不相信他的能力，閻公希望讓其婿孟學士作序以彰其名。不料在假謙讓時，王勃卻直接提筆就作，讓閻公憤然離席，至配室更衣，並派人伺其下筆。使者回報下筆的第一段是「豫章故郡，洪都新府」，閻公覺得「亦是老生常談」；接著又報：「星分翼軫，地接衡廬。」閻又說：「無非是些舊事罷了。」接下來的「臺隍枕夷夏之交，賓主盡東南之美」，公聞之，沉吟不言；及至「落霞與孤鶩齊飛，秋水共長天一色」一句，乃大驚「此真天才，當垂不朽矣！」，出立於勃側而觀，遂亟請宴所，極歡而罷。